# Szames

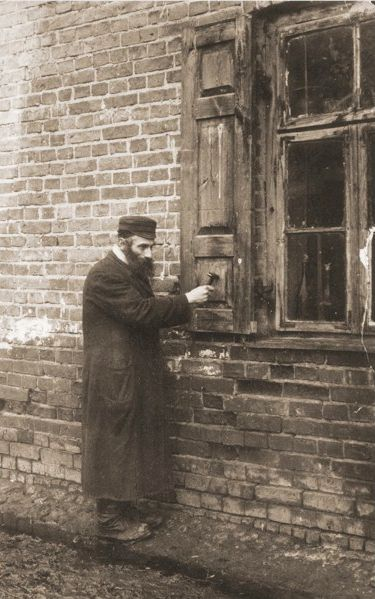
Szames w Białej (rok 1926)

Szames (z jid. ‏שמשׂ‎ szames, a to z hebr. ‏שַׁמָּשׁ‎ szamasz – woźny) – sługa bóżniczy, którego zadaniem było m.in. przygotowywanie synagogi do nabożeństw, pomaganie chazanom, poranne budzenie mężczyzn na modlitwy. Zwany był także szkolnikiem.